# قائمة آثار محافظة أريحا
قائمة بآثار سياحية لمحافظة أريحا:
| الرقم | الاسم     | الوصف | الموقع | الإحداثيات | الصورة      |
| ----- | --------- | ----- | ------ | ---------- | ----------- |
| 01    | قصر هشام  |       | أريحا  |            | Upload file |
| 02    | دير قرنطل |       | أريحا  |            | Upload file |

## وصلات خارجية
- المقاصد السياحة في أريحا